# Phanogomphus westfalli
Phanogomphus westfalli is een echte libel uit de familie van de rombouten (Gomphidae).
De wetenschappelijke naam van de soort werd in 1987 als Gomphus westfalli gepubliceerd door Frank Louis Carle & Michael L. May.
De soort staat op de Rode Lijst van de IUCN als kwetsbaar, beoordelingsjaar 2016' de trend van de populatie is volgens de IUCN stabiel.